# Danville (Ohio)
Danville ist ein Village in Knox County im US-Bundesstaat Ohio an der US-62. Das U.S. Census Bureau hat bei der Volkszählung 2020 eine Einwohnerzahl von 1019 ermittelt.

## Geographie
Umgeben wird Danville von Greer im Nordosten, von Gann im Osten und von Howard im Südwesten.

## Geschichte
Danville wurde 1813 gegründet und nach Daniel Sapp, einem Soldaten des Britisch-Amerikanischen Krieges 1812, benannt. Später erfolgte die Fusion mit den Siedlungen Rosstown (Rossville) und Buckeye City. Danville besitzt die zweitälteste katholische Kirche Ohios.

## Tourismus
Danville wird „The Gateway to Amish Country“ genannt. Hier beginnen der Kokosing Gap Trail und der Mohican Valley Trail, der sich bis zur Brücke der Träume in Brinkhaven (Gann) über den Mohican River erstreckt.

## Persönlichkeiten
- William R. Sapp (1804–1875), Politiker
- William Fletcher Sapp (1824–1890), Politiker
- Lyman R. Critchfield (1831–1917), Jurist und Politiker
- William E. Stanley (1844–1910), Politiker
- Robert M. Nevin (1850–1912), Politiker